# ŠK Slovenska Bistrica
ŠK Slovenska Bistrica, ze względów sponsorskich występujący pod nazwą ŠK Impol – słoweński klub szachowy z siedzibą w Slovenskiej Bistricy.

## Historia
Klub został założony w 1947 roku. W 2014 roku, występując pod nazwą sponsora – Impol – awansował do Državnej članskiej ligi. W sezonie 2016 klub zajął siódme miejsce w pierwszej lidze. W 2017 roku ŠK Impol zajął trzecie miejsce w mistrzostwach kraju, ulegając jedynie ŠK Ljubljana i ŽŠK Maribor. W kolejnym sezonie uzyskano szóste miejsce. W 2021 roku klub spadł z ligi. Do pierwszej ligi Impol powrócił w 2023 roku, ale wówczas ponownie spadł.